# 威爾·薩索
威爾·薩索（William "Will" Sasso，1975年5月24日—）是加拿大的一位演員。在1997年至2002年期間，他是電視節目MADtv的常規陣容之一。薩索的父母是義大利移民。他在15歲時首次開始出演電影電視劇。